# Nicoma Park
Nicoma Park – miasto w Stanach Zjednoczonych, w stanie Oklahoma, w hrabstwie Oklahoma.